# Punta Cancún
Punta Cancún är en udde i Mexiko.   Den ligger i kommunen Benito Juárez och delstaten Quintana Roo, i den östra delen av landet, 1 300 km öster om huvudstaden Mexico City.
Terrängen inåt land är mycket platt. Havet är nära Punta Cancún åt nordost.  Närmaste större samhälle är Cancún, 11,7 km väster om Punta Cancún. 